# Alte Universität Duisburg
Die Alte Universität Duisburg wurde am 14. Oktober 1655 eröffnet und 1818 aufgelöst.

## Geschichte
Herzog Wilhelm V. von Jülich-Kleve-Berg (genannt Wilhelm der Reiche) fasste im Jahre 1555 den Entschluss, für seine Länder eine eigene Landesuniversität zu gründen, um für seine niederrheinischen Herzogtümer einen geistigen Mittelpunkt zu schaffen. Hierzu war es notwendig, eine Erlaubnis von Kaiser und Papst Pius IV. zu erhalten, die allerdings sehr zögerlich auf das Ansinnen des Herzogs reagierten.
Unterdessen wurden die Vorbereitungen für die Schaffung einer Universität in Duisburg unternommen. So nahm im Jahre 1559 das akademische Gymnasium in Duisburg seinen Lehrbetrieb unter der Leitung des Humanisten Heinrich Castritius auf. Der berühmte Kartograph Gerhard Mercator lehrte dort von 1559 bis 1562 Geometrie, Mathematik und Kosmologie. Dieses Gymnasium ist Nachfolger der vor 1280 gegründeten Lateinschule und Vorgänger des heutigen Landfermann-Gymnasiums.
Im Jahre 1564 erhielt das Herzogtum schließlich die päpstliche Erlaubnis und im Jahre 1566 das kaiserliche Privileg zur Gründung der Universität. Die Stadt hatte sich aktiv um die Verleihung des Privilegs durch Kaiser Maximilian II. bemüht. Unter anderem hatte der Rat Johannes Corputius angeworben, damit dieser seinen Vogelschauplan der Stadt dem Kaiser widmete und die Veröffentlichung bis zum anstehenden Reichstag in Augsburg zurückhielt.
Die Universität wurde allerdings erst fast 90 Jahre später 1654 nach Übernahme des Herzogtums Kleve durch Kurbrandenburg (1614) von Kurfürst Friedrich Wilhelm von Brandenburg gegründet und nahm ihren Lehrbetrieb am 14. Oktober 1655 nach feierlicher Eröffnung unter Anwesenheit von Fürst Johann Moritz von Nassau-Siegen, dem Statthalter des Kurfürsten von Brandenburg im Herzogtum Kleve, auf.
Gründungsrektor der Universität war der Professor für Theologie und Philosophie Johannes Clauberg, der bis zu seinem Tode im Jahre 1665 in Duisburg lehrte.
Die Universität hatte vier Fakultäten: eine theologische, eine juristische, eine medizinische und eine philosophische. Sie war damit, für die damalige Zeit, eine echte Volluniversität. Für die nächsten hundert Jahre war sie die Bildungsstätte fast aller Ärzte, hohen Beamten und reformierten Pfarrer der preußischen Westprovinzen.
1727 wurde als einer der ersten Juden an einer deutschen Universität Abraham Philipp Levy (* um 1690; † 1770 oder 1785), Sohn des Trierer Arztes und Rabbiners Philipp Levy (1662–1725), in Duisburg zum Dr. med. promoviert. 1733 wurden Moyses Abraham Wolf (um 1715–1802) aus Neuwied – später Leibarzt des Kölner Kurfürsten – und Baer Jacob Gomperz aus Kleve in Duisburg immatrikuliert.

## Das Ende der Universität
Als Landesuniversität eines reformierten Herrscherhauses stand die Lehranstalt von Beginn an in Konkurrenz zu den besser ausgestatteten und nicht weit von Duisburg entfernten niederländischen Universitäten. In den preußischen Westprovinzen war in der zweiten Hälfte des 18. Jahrhunderts nur etwa ein Drittel der Bevölkerung reformiert und die meisten lutherischen und katholischen Bürger schickten ihre Söhne an andere Universitäten.
Die Universität verfiel zusehends und wurde am 18. Oktober 1818 auf Grund einer Kabinettsorder von Friedrich Wilhelm III. offiziell aufgehoben. Zur selben Zeit wurde die Universität Bonn gegründet. Große Teile der Duisburger Universitätsbibliothek wurden nach Bonn verlagert und bildeten dort den Grundstock der neu gegründeten Bonner Bibliothek. Ebenso gelangte das Universitätszepter der Duisburger Hochschule nach Bonn und ist dort bis heute vorhanden.
Erst im Jahre 1968 erhielt die Stadt Duisburg mit der Pädagogischen Hochschule wieder eine Hochschule. Sie erhielt weitere Fachbereiche und im Jahre 1994 nach dem Ende der Phase als Gesamthochschule den Namen Gerhard-Mercator-Universität und wurde 2003 mit der Universität Essen zur neuen Universität Duisburg-Essen fusioniert. Forderungen der neuen Duisburger Universität an die Universität Bonn auf Herausgabe der Universitätsbibliothek der alten Universität Duisburg sowie des Universitätszepters wurden in der Vergangenheit stets abschlägig beschieden.

## Professoren
- Johannes Clauberg (* 1622; † 1665), Theologe und Philosoph
- Johannes Schultingh (* 1630, † 1666 in Nijmegen), Historiker
- Johann Jacob Gantesweiler (* 1631, † 1691), Theologe
- Gerhard von Mastricht (* 1639; † 1721), Rechtswissenschaftler und Historiker
- Everard Otto (* 1685; † 1756 in Bremen), Rechtswissenschaftler
- Theodor Craanen (* um 1633; † 1688), Mathematiker und Mediziner
- Johann Georg Graevius (* 1632; † 1703); Philosoph und Historiker
- Petrus van Mastricht (* 1630; † 1706), Philologe und Theologe
- Heinrich Hulsius (* 1654; † 1723),  Theologe
- Alexander Arnold Pagenstecher (* 1659; † 1716), Rechtswissenschaftler, Professor der Ethik, Politik und der Rechte
- Gottlieb Ephraim Berner (* 1671; † 1741), Mediziner
- Andreas Ottomar Goelicke (* 1671; † 1744), Mediziner
- Johann Christian Loers (* 1675; † 1743), reformierter Theologe
- Jacob Wittich (* 1677; † 1739), Philosoph und Mathematiker
- Pieter van Musschenbroek (* 1692; † 1761), Mediziner
- Heinrich Theodor Pagenstecher (* 1696; † 1752), Rechtswissenschaftler
- Daniel Gerdes (* 1698; † 1765), Theologe
- Johann Hildebrand Withof (* 1694; † 1769); Philologe
- Johann Philipp Lorenz Withof (* 1725; † 1789), Mediziner
- Johann Gottlob Leidenfrost (* 1715; † 1794), Mediziner
- Eberhard Heinrich Daniel Stosch (* 1716; † 1781), Theologe
- Johann Philipp von Carrach (* 1730; † nach 1781), Rechtswissenschaftler
- Johann Peter Berg (* 1737; † 1800), Theologe
- Christoph Georg Ludwig Meister (* 1738 † 1811), reformierter Theologe
- Friedrich Victor Lebrecht Plessing (* 1749, † 1806), Philosoph
- Heinrich Adolph Grimm (* 1747; † 1813), Theologe
- Johann Friedrich Gildemeister (* 1750; † 1812), Rechtswissenschaftler
- August Christian Borheck (* 1751; † 1815), Historiker und Philologe
- Eduard Hageman (* 1749; † 1827), Rechtswissenschaftler
- Friedrich Victor Lebrecht Plessing (* 1749; † 1806), Philosoph und Rektor der Universität
- Philipp Ludwig Muzel (* 1756; † 1831), Theologe
- Daniel Erhard Günther (* 1752; † 1834), Mediziner
- Blasius Merrem (* 1761, † 1824), Philologe und Zoologe
- Anton Wilhelm Möller (* 1762; † 1846), Theologe
- Konrad Jakob Carstanjen (* 1763; † 1840); Mediziner
- Friedrich Adolf Krummacher (* 1767; † 1845), Theologe

## Studenten
- Heinrich Hulsius (* 1654; † 1723),  Theologe
- Heinrich Freiherr von Huyssen (* 1666; † 1739), Diplomat und Berater von Peter dem Großen
- Johann Christian Loers (* 1675; † 1743), reformierter Theologe
- Johann Conrad Melm (* 1677; † 1714), Mediziner und Physiker
- Johann Philipp Lorenz Withof (* 1725; † 1789), Mediziner
- Carl Arnold Kortum (* 1745; † 1824), Arzt und Dichter
- Heinrich von Schenk (* 1748; † 1813), bayerischer Staatsmann
- Johann Baptist Schmigd (* 1752; † 1828) Stadtphysikus und Medizinalrat in Düsseldorf
- Johann Georg Ferdinand von Ammon (1761–1814), Jurist und Kriegs- und Domänenrat
- Johann Georg Heinrich von Ammon (1760–1836), Jurist und Kriegs- und Domänenrat
- August von Kotzebue (* 1761; † 1819), Dichter
- Friedrich August Walter (* 1764; † 1826), Mediziner
- Johann Christian Jakob Schneider (* 1767 † 1837), Mediziner
- Christoph Wilhelm Heinrich Sethe (* 1767; † 1855), Jurist
- Johann Abraham Küpper (* 1779; † 1850), evangelischer Theologe und Pädagoge
- Ludwig Eisenhuth (* 1791 Ratingen; † 26. Dezember 1841 Haltern), Mediziner